# Joop van der Leij
Johannes Hendrik (Joop) van der Leij (Amsterdam, 14 oktober 1898 – Purmerend, 3 maart 1991) was een Nederlandse atleet, die gespecialiseerd was in het speerwerpen. Hij vertegenwoordigde Nederland eenmaal bij de Olympische Spelen.

## Biografie
In 1928 nam Van der Leij deel aan het speerwerpen op de Olympische Spelen van Amsterdam. In het Olympisch Stadion kwam hij in de kwalificatieronde met 47,73 m het minst ver van alle deelnemers. Ook zijn twee jaar oudere landgenoot en tevens Nederlands kampioen speerwerpen Jaap Knol sneuvelde in de kwalificatieronde met 52,68.
Joop van der Leij was in zijn actieve tijd aangesloten bij Amsterdams Atletiek Combinatie (AAC).